# هيدينوري تاكاهاشي
هيدينوري تاكاهاشي (باليابانية: 高橋秀典) هو لاعب كرة قدم ياباني، ولد في 18 يوليو 1998 في تشيبا في اليابان.

## وصلات خارجية
- هيدينوري تاكاهاشي على موقع رابطة كرة القدم اليابانية للمحترفين (اليابانية)
- هيدينوري تاكاهاشي على موقع قاعدة بيانات كرة القدم.إي يو (الإنجليزية)
- هيدينوري تاكاهاشي على موقع Soccerway.com (الإنجليزية)
- هيدينوري تاكاهاشي على موقع عالم كرة القدم.نت (الإنجليزية)